# The Best of Enemies (1961)
The Best of Enemies (Italiaans: I due nemici) is een Italiaanse filmkomedie uit 1961 onder regie van Guy Hamilton. Destijds werd de film in Nederland uitgebracht onder de titel Twee beste vijanden.

## Verhaal
Tijdens de Tweede Wereldoorlog stortten twee Britse officieren op verkenningsmissie neer in de woestijn van Abessinië. Ze worden gevonden door een Italiaanse kapitein, die hun hulp aanbiedt in ruil voor het gebruik van een oud fort. Terug op hun legerbasis krijgen ze het bevel om het fort aan te vallen.

## Rolverdeling
| Acteur             | Personage            |
| ------------------ | -------------------- |
| David Niven        | Majoor Richardson    |
| Alberto Sordi      | Kapitein Blasi       |
| Michael Wilding    | Luitenant Burke      |
| Harry Andrews      | Kapitein Rootes      |
| Noel Harrison      | Luitenant Hilary     |
| Ronald Fraser      | Prefect              |
| Bernard Cribbins   | Kolonel Brownlow     |
| Duncan Macrae      | Sergeant Trevethan   |
| Robert Desmond     | Soldaat Singer       |
| Kenneth Fortescue  | Luitenant Thomlinson |
| Michael Trubshawe  | Kolonel Brownhow     |
| David Opatoshu     | Bernasconi           |
| Amedeo Nazzari     | Majoor Fornari       |
| Aldo Giuffrè       | Sergeant Todini      |
| Pietro Marascalchi | Korporaal Bortolini  |